# Martín Lagunes
Martín Gerardo Lagunes Contreras (Veracruz, México, 22 de julio de 2000) es un futbolista mexicano. Juega de portero y su equipo actual es el Club Puebla de la Liga MX de México.

## Trayectoria
Canterano del Puebla, participó en las categorías sub-15, 17, 20 y la tercera división, también salió a la banca en algunos partidos de copa pero sin debutar.
En 2022 es enviado a Cimarrones de Sonora para que tenga minutos y experiencia, debutó el 13 de febrero de 2022 como titular en la derrota del equipo 3-2 ante Leones Negros en el partido pendiente de la fecha 1. Solo estuvo con los sonorenses 6 meses, pues fue registrado con el primer equipo del Puebla para la segunda mitad del año.

## Estadísticas

### Clubes
| Club                 | País   | Año               |
| -------------------- | ------ | ----------------- |
| Club Puebla          | México | 2016 - 2021       |
| Cimarrones de Sonora | México | 2022 - 2022       |
| Club Puebla          | México | 2022 - actualidad |